# Julien Lücke
Julien Lücke (* 15. Juni 1985 in Hannover-Gehrden) ist ein deutscher Fußballspieler.

## Karriere
Der 1,84 Meter große Lücke begann seine Laufbahn, aus der Jugend des SV Saar 05 Saarbrücken kommend, in der Saison 2003/04 bei den Amateuren des 1. FC Saarbrücken in der Oberliga Südwest, für die er auch in der folgenden Spielzeit aktiv war und für die er insgesamt 30 Spiele absolvierte. 2005/06 absolvierte er drei Begegnungen für die Amateure des 1. FC Köln in der Regionalliga Nord. Anschließend kehrte er zu den Saarländern zurück, für die er in der Spielzeit 2006/07 18-mal bei der Reserve und zehnmal für die Erste Mannschaft auflief. Der defensive Mittelfeldspieler wechselte sodann zum niederländischen Fußballverein MVV Maastricht. 32 Spiele (ein Tor) sind dort in den beiden Eerste-Divisie-Spielzeiten 2007/08 und 2008/09 (zweite Liga) zu verzeichnen. 2009/10 standen 17 Partien für den Oberligisten Borussia Neunkirchen zu Buche. Von 2010 bis 2012 spielte er für die Sportfreunde Köllerbach. Für die Sportfreunde kam er auf 45 Spiele und sechs Tore in der Oberliga.